# Enes porcellus
Enes porcellus là một loài bọ cánh cứng trong họ Cerambycidae.